# Gornja Lokošnica
Gornja Lokošnica (cyr. Горња Локошница) – wieś w Serbii, w okręgu jablanickim, w mieście Leskovac. W 2011 roku liczyła 105 mieszkańców.